# Budava
Budava (tal. Badò) je draga na jugoistočnoj obali Istre.

## Položaj
Budava se pruža općim pravcem sjever-jug u ukupnoj dužini oko 8 km. Dolina na sjeveru u dužini od oko 5,5 km od drage Mandalena (44°56′56″N 13°58′26″E / 44.949°N 13.974°E) pruža se prema jugu do zaljeva dužine oko 2,5 km, koji završava na jugoistoku kod rta Cuf (44°53′N 14°00′E / 44.88°N 14.00°E). Površina područja je oko 5 km2. Na sjeveru dolina drage je na oko 65 m.n.v., a zatim visina opada prema jugu, tako da je u širini Nezakcija na oko 15 m.n.v. Donji dio drage je potopljen i nastavlja se zaljevom. Uvale Vela i Mala Budava duboke su oko 2 m, a dubina se postupno povećava od 10 do 30 m u središnjem dijelu zaljeva, pa do preko 40 metara na vanjskom dijelu između rtova Lastva i Cuf. Bočne strane doline visoke su oko 150 m, osim rta Cuf, gdje je bočna strana visoka oko 50 m. U dragi je potok Kana s povremenim tokom i cijelom dužinom je kanaliziran. Na obali Male Budave nalaze se slatkovodni izvori.
Budava se administrativno nalazi između općina Marčana i Ližnjan, između naselja Krnica i Kavran s istoka, te Marčane, Muntića, Valture i Šišana sa zapada.
U dragi nema naselja, osim gospodarskih objekata u luci Budava. Veća naselja neposredno oko područja Budave su: Marčana, Valtura, Kavran i Muntić.

## Povijest
U rimsko doba uvala Budava je bila glavna luka Histra, odnosno grada Nezakcija, iz koje su Histri nadzirali Kvarnerski zaljev.

## Gospodarstvo
Zaljev Budava je zbog svoje prekrasne prirode predložen za zaštitu u kategoriji "zaštićeni krajolik".
Zahvaljujući netaknutoj prirodi, danas je uvala Budava veliko uzgajalište riba i školjaka.
Budava je također omiljeno odredište za biciklistički turizam. Jedine izgrađene ceste su Valtura-Nezakcij i Kavran-Valtura, koja ide neposredno uz i preko drage. U zaljev se može doći i morskim putem do luke Budava.

## Galerija
- Dolina Budave
- Zaljev Budava s uzgajalištem
- Uvala Vela Budava
- Uvala Mala Budava
- Uzgajalište u zaljevu

## Vanjske poveznice
- Budava na web stranici www.marcana.info  Arhivirana inačica izvorne stranice od 9. ožujka 2016. (Wayback Machine)